# Heitarō Kimura
Heitarō Kimura (木村 兵太郎, Kimura Heitarō) (28 septembre 1888 - 23 décembre 1948), est un général de l'armée impériale japonaise qui fut condamné pour crimes de guerre et exécuté par pendaison. Il fait partie des 14 criminels de guerre de classe A vénérés au sanctuaire Yasukuni.

## Biographie
Kimura est né dans la préfecture de Saitama au nord de Tokyo, mais grandit dans la préfecture de Hiroshima qu'il considère comme sa région d'origine. Il étudie à l'école militaire dès son plus jeune âge et est diplômé de l'académie de l'armée impériale japonaise en 1908. Il sort ensuite diplômé de l'école militaire impériale du Japon en 1916 et est assigné à l'artillerie. Il sert durant l'intervention en Sibérie japonaise de 1918-1919 visant à soutenir les forces russes blanches contre l'Armée rouge bolchevik. Il est ensuite envoyé comme attaché militaire en Allemagne.
À la fin des années 1920, Kimura est assigné à l'inspection de l'artillerie et devient instructeur à l'école d'artillerie de terrain. Il est sélectionné pour devenir membre de la délégation japonaise à la conférence de Londres sur le désarmement de 1929 à 1931. À son retour au Japon, il est promu lieutenant-colonel et assigné à la tête du 22e régiment d'artillerie. De 1932 à 1934, il retourne à l'école d'artillerie de terrain, puis à l'école d'artillerie côtière comme instructeur.
En 1935, Kimura sert d'abord à un poste très influent au centre de la politique japonais avant d'être nommé chef de la section de contrôle au bureau de la mobilisation économique du ministère de la Guerre. L'année suivante, il est nommé chef du bureau de l'équipement militaire. Il est promu au rang de général de brigade en 1936. Il devient général de division en 1939, et est assigné au front à la tête de la 32e division en Chine de 1939 à 1940. De 1940 à 1941, Kimura sert comme chef d'État-major de l'armée japonaise du Guandong au Mandchoukouo.
Kimura retourne au ministère de la Guerre en 1941 comme vice-ministre, assistant le ministre Hideki Tōjō dans la préparation de stratégies des campagnes en Chine ainsi que dans la guerre du Pacifique. De 1943 à 1944, il est membre du conseil de guerre suprême, où il continue d'exercer une grande influence sur la stratégie et la politique.
Plus tard en 1944, alors que la guerre tourne au désastre pour le Japon après la bataille d'Imphal, Kimura est de nouveau assigné au front, cette fois comme commandant-en-chef de l'armée régionale japonaise de Birmanie, défendant la zone contre les attaques alliées. La situation est critique car les forces japonaises sont soumises à de fortes pressions sur tous les fronts, et les alliées ont une complète supériorité aérienne. Peu de renforts et de munitions leur parviennent, et le quartier-général impérial se persuade que Kimura est capable de diriger ses troupes en auto-suffisance logistique.
Dans l'impossibilité de défendre l'ensemble de la Birmanie, Kimura se replie derrière le fleuve Irrawaddy pour attaquer les alliés alors que ses lignes d'approvisionnement sont de plus en plus critiques, ce mouvement perturbe d'abord les plans alliés. Seulement, la supériorité matérielle des alliés leur permet de s'emparer des positions vitales de  Meiktila et Mandalay lors de la bataille de Meiktila et Mandalay. À partir de là, Kimura n'est plus capable que d'actions très limitées. Il choisit de préserver ses forces plutôt que de défendre la capitale Rangoon jusqu'au dernier homme. Promu au grade de général de corps d'armée en 1945, il est en pleine réorganisation de ses forces lors de la reddition du Japon en septembre 1945.
Après la guerre, Kimura est arrêté par les forces d'occupation du Japon et jugé au tribunal militaire international pour l'Extrême-Orient pour crimes de guerre. Le tribunal cite son rôle dans la préparation de la stratégie en Chine et en Asie du Sud-Est, et le condamne pour son laxisme face aux atrocités commises sur les criminels de guerre en Birmanie. Bien que la « voie ferrée de la mort » est construite de 1942 à 1943, et que Kimura n'arrive en Birmanie que fin 1944. Il est également accusé d'abus et de la mort de prisonniers militaires et civils sur les chantiers. Reconnu coupable des charges 1, 27, 29, 31, 32, 54 et 55, il est condamné à mort et pendu comme criminel de guerre. Il est enterré au cimetière d'Aoyama.